# Hühnerauge, sei wachsam
Hühnerauge, sei wachsam (Originaltitel: Walky Talky Hawky, Alternativtitel: Hühnerhabicht sucht Huhn) ist ein US-amerikanischer animierter Kurzfilm von Robert McKimson aus dem Jahr 1946.

## Handlung
Henery Hawk gesteht seinem Vater, ein merkwürdiges Verlangen nach etwas zu spüren, ohne zu wissen wonach. Poppa Hawk weiht seinen Sprössling ein, dass die gesamte Familie Außenseiter seien, da sie als Hühnerhabichte Hühner verspeisen. Der kleine Henery macht sich auf die Suche nach seinem ersten Huhn.
Unterdessen ärgert das Huhn Foghorn Leghorn den Barnyard Dawg, der nur durch seine Kette an einem Angriff gehindert wird. Henery trifft auf das große Huhn, verkündet, dass er als Hühnerhabicht auf Huhnsuche sei, und Foghorn stellt sich dem Winzling als Pferd vor. Der Barnyard Dawg, so verrät Foghorn, sei ein Huhn, und so greift Henery den schlafenden Hund an. Der verfolgt Henery, bis er durch seine Kette aufgehalten wird. Henery und Foghorn versuchen nun mehrfach gemeinsam, Barnyard Dog zu „besiegen“, scheitern jedoch. Der Hund verkündet dem erstaunten Henery nach einer Weile, kein Huhn, sondern ein Hund zu sein – Foghorn hingegen sei ein Huhn. Hund und Huhn geraten nun in Streit, der sich bis in einen Pferdestall erstreckt. Das Pferd wiederum setzt beide Streithähne an die Luft, die nun gemeinsam das Pferd angreifen. Am Ende schleift der verwirrte Henery Huhn, Hund und Pferd mit sich – eines der drei Tiere muss schließlich ein Huhn sein.

## Produktion
Hühnerauge, sei wachsam kam am 31. August 1946 als Teil der Warner-Bros.-Trickfilmreihe Merrie Melodies in Technicolor in die Kinos. Es war das Leinwanddebüt der Trickfilmfigur Foghorn Leghorn und ihres Gegenspielers Barnyard Dawg. Alle Charaktere wurden von Mel Blanc gesprochen.

## Auszeichnungen
Hühnerauge, sei wachsam wurde 1947 für einen Oscar in der Kategorie „Bester animierter Kurzfilm“ nominiert, konnte sich jedoch nicht gegen Tom gibt ein Konzert durchsetzen.